# Peter Atke Castberg
Peter Atke Castberg (født 3. august 1779 i Flekkefjord, død 30. april 1823) var en dansk professor, der grundlagde den moderne døveundervisning i Danmark.
Castberg studerede medicin ved Københavns Universitet, hvorfra han tog embedseksamen i 1801, herefter praktiserede han ved Frederiks Hospital og blev dr.med. i 1802. Castberg havde allerede under sine studier og efterfølgende arbejde som læge interesseret sig for at hjælpe døve mennesker. I begyndelsen forsøgte han at helbrede de døve ved hjælp af galvanisme. 
I årene 1803-1805 tog han på en studierejse, for at besøge døveskoler i Kiel, Berlin, Wien og Paris. Efter sin hjemkomst sender Castberg en betænkning til regeringen, hvor han gør opmærksom på nødvendigheden af oprettelsen af en undervisningsanstalt for døvstumme. Loven om denne blev givet af Christian 7. den 17. april 1807, hvorefter den officielle undervisning kunne begynde med 10 elever på "Det Kongelige Døvstumme-Institut i Kjøbenhavn"
I henhold til lov af 11. april 1817, skulle alle døve børn i Danmark modtage undervisning på Instituttet, hvilket førte til, at forholdene blev for små, endvidere havde statsbankerotten 1813 ført til tiltagende økonomiske problemer. Dette betød, at instituttet i 1823 blev sat under administration.
Peter Atke Castberg er begravet på Assistens Kirkegård.
Der er opstillet en mindebuste af Peter Atke Castberg ved Skolen på Kastelsvej.
Castbergsvej i Valby ("Valby Vænge") er opkaldt efter Peter Atke Castberg.